# 波伐早熟禾
波伐早熟禾（学名：Poa poophagorum）为禾本科早熟禾属下的一个种。